# Lequiça (Ort)
Lequiça (Lequisa, Likisa) ist eine osttimoresische Siedlung im Suco Fadabloco (Verwaltungsamt Remexio, Gemeinde Aileu).

## Geographie und Einrichtungen
Das Dorf Lequiça liegt im Westen der Aldeia Lequiça in einer Meereshöhe von 1153 m auf einem Berg. Eine kleine Straße verbindet die Siedlung nach Westen mit dem Dorf Lebutu im Suco Hautoho und das Dorf Tunumanu weiter nordöstlich in der Aldeia Lequiça. Nördlich verläuft der Fluss Ai Mera, südlich entspringt der Mailaha. Beide Flüsse gehören zum System des Nördlichen Laclós.
Im Dorf Lequiça stehen eine Grundschule, eine medizinische Station und ein Sendemast von Telkomcel.